# Іоанн Каподістрія
Граф Іоанн Каподістрія (грец. Κόμης Ιωάννης Αντώνιος Καποδίστριας; прибл. 10 лютого 1776, острів Керкіра — 21 вересня 1831, Нафпліон) — дипломат російської служби, перший президент Греції.

## Ранні роки
Батько Іоанна — Антоній Каподістрія — нащадок роду, що переселився наприкінці XIV століття з містечка Капо д'Істрія на острів Корфу (Керкіра), обіймав різні почесні посади на службі у венеційського уряду.
Іоанн, закінчивши курс філософії та медицини у Падуанському університеті, вступив на дипломатичну службу.
У 1802 йому доручено об'їхати більшу частину Іонічних островів, ввести там російські гарнізони і влаштувати цивільне управління.
У 1803 призначений статс-секретарем Республіки Семи островів (створена на Іонічних островах за Російсько-турецькою конвенцією 1800 року) у закордонних справах, у 1807 — начальник поліції.

## Кар'єра в Росії
Тільзитский мир (1807), який передав Іонічні острови під владу Франції, фактично зруйнував кар'єру Каподістрії.
У 1809 прибув до Росії, вступив на службу і незабаром привернув до себе увагу Олександра I.
У 1813 його відправили до Швейцарії, щоб схилити її до союзу проти Франції, був одним з уповноважених Росії на Віденському конгресі 1815 року, причому клопотав про передачу Іонічних островів Англії, чого й досяг.
У 1815 йому надано звання статс-секретаря.
У 1816, коли міністром закордонних справ став Нессельроде, Каподістрія був його найближчим помічником і одним з головних керівників російської закордонної політики. Меттерніх вважав його лібералом і інтригував проти нього.
Особисті переконання Каподістрії дійсно далеко не в усьому збігалися з політикою Священного союзу і особливо далеко розійшлися стосовно грецького повстання. Проте Каподістрія умів призвичаюватись до вимог ситуації.

## Грецька революція
Хоча ще в 1814 році він заснував таємну грецьку спілку «Філікі Етерія», він двічі відмовився від пропозиції стати на її чолі. Таємно він заохочував Олександра Іпсіланті до повстання, але коли Іпсіланті почав його, то саме Каподістрія написав йому від імені російського уряду листа з офіційним засудженням його вчинку.
У 1822 році становище Каподістрії стало занадто фальшивим, він вийшов у відставку і виїхав до Західної Європи, щоб агітувати за грецьку справу. 11 квітня 1827 року народне зібрання в Трезені обрало Іоанна Каподістрію на сім років Президентом Греції.
Каподістрія, однак, не квапився до Греції, він перечекав Наваринську битву, що забезпечила врешті успіх грецької справи, і лише 18 січня 1828 року прибув у довірену йому країну. Положення його було вкрай важким. Країна була пограбована і не мала коштів. Народ не довіряв йому, вважаючи його російським агентом.

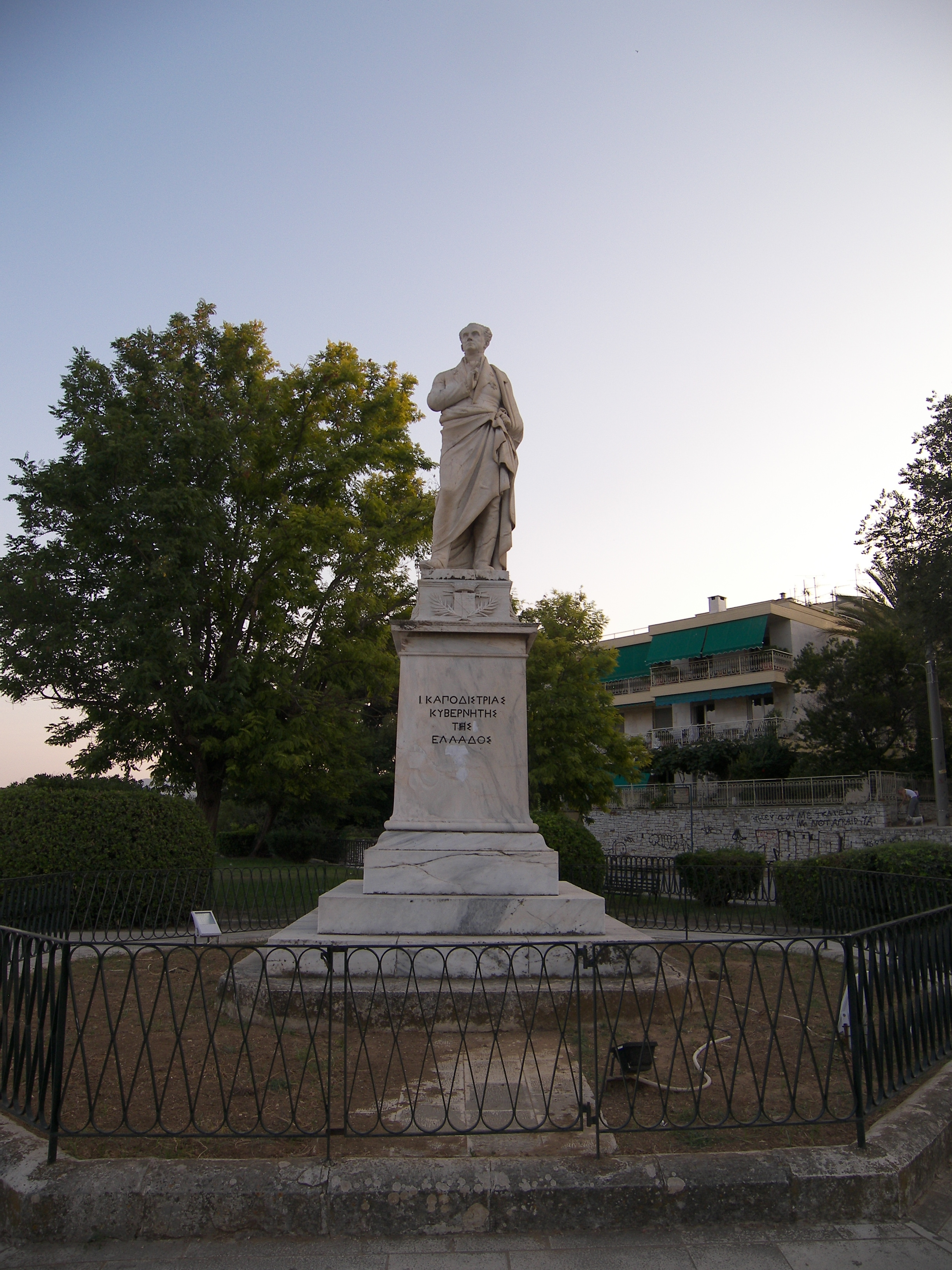
Пам'ятник Каподістрії на о. Керкіра

Каподістрія прагнув створити бюрократичну державу за російським зразком, утискаючи самодіяльність народу, переслідуючи пресу і даючи найкращі місця своїм родичам і однодумцям. Разом з тим, він мріяв про корону, не без впливу з його боку принц Леопольд Сакс-Кобургський (згодом король бельгійський) відмовився від запропонованої йому грецької корони.

## Вбивство Каподістрії
Серед ворогів Каподістрії, створених його політикою і свавіллям, була родина Петроса Мавроміхаліса, членів якої він ув'язнив. Син та брат Петроса, Георгіос і Костянтин Мавроміхаліс, маніоти, що жили у Нафпліоні під наглядом поліції, напали на Каподістрію дорогою до церкви 9 жовтня 1831 року і вбили його.
Костянтин Мавроміхаліс був на місці забитий народом, а Георгіос встиг сховатися у будинку французької місії, але був виданий і страчений. У 1887 року на острові Керкіра Каподістрії спорудили пам'ятник.

## Нотатки
1. ↑  роман.[en]: Kómis Ioánnis Antónios Kapodístrias[6]; рос. граф Иоанн Каподистрия; італ. Giovanni Antonio Capodistria, Conte di Capo d'Istria